# Jan Versweyveld
Jan Versweyveld (Anversa, 1958) è un costumista, scenografo e lighting designer belga.

## Biografia
Dopo gli studi alla Hogeschool Sint-Lukas Brussel e all'Accademia delle Belle Arti di Anversa, nei primi anni 80 fondò con il marito Ivo van Hove le compagnie teatrali "Akt/Vertikaal" e "Toneelproducties De Tijd". Van Hove curava la regia, mentre Versweyveld curava scenografie, luci e costumi. Nel 1990 cominciò a lavorare come scenografo per lo Zuidelijk Toneel di Eindhoven. Dal 2001 è diventato lo scenografo principale del Toneelgroep Amsterdam, il più importante teatro di repertorio olandese, per poi collaborare sempre in veste di scenografo con la compagnia di balletto di Anne Teresa De Keersmaeker. In collaborazione con la baronessa Keersmaeker, le scenografie di Versweyveld sono state portate in scena in teatri prestigiosi come La Monnaie/De Munt, l'Opéra Garnier e la De Nationale Opera.
Al di là del Zuidelijk Toneel, Versweyveld ha disegnato le luci, costumi e scenografie per teatri in tutto il mondo, incluso il West End londinese, Broadway, il Teatro Real, la Deutsches Schauspielhaus, il Münchner Kammerspiele, lo Schaubühne, il Teatro dell'Odéon, la Comédie-Française e il Grande Teatro-Opera Nazionale di Varsavia. Nel 2015 ha collaborato con David Bowie e il marito per il musical Lazarus, mentre nello stesso anno ha fatto il suo debutto a Broadway come scenografo e lighting designer di Uno sguardo dal ponte di Arthur Miller. Da allora ha scenografo numerosi musical e opere di prosa a Broadway, per cui è stato candidato a cinque Tony Award. Nel 2019 ha curato le luci del dramma Eva contro Eva in scena a Londra ed è stato lo scenografo dell'annuale esibizione allestita in occasione per il Met Gala di New York, mentre nell'autunno dello stesso anno è tornato a Broadway come scenografo e lighting designer del revival di West Side Story.
Dichiaratamente omosessuale, Versweyveld è impegnato in una relazione con Ivo van Hove dal 1980.